# Jacques Geninasca
Jacques Geninasca (Friburgo, 2 settembre 1930 – Neuchâtel, 22 maggio 2010) è stato un semiologo e pittore svizzero.
La sua formazione fu sia letteraria che artistica. Frequentò l'Accademia di Firenze, e l'Accademia "Maximilien de Meuron". La sua attività di pittura si è intrecciata con la pubblicazione di studi nell'ambito della ricerca estetico-letteraria, "riflessione sulla parola” e saggi di critica. È divenuto noto come critico e semiologo letterario. È stato professore all'Università di Zurigo e professore a contratto (“visiting professor”) all'Università La Sapienza di Roma.
Il suo nome è legato alla corrente di ricerca che mira all'elaborazione di una teoria semiotica generale, in particolare ad Algirdas J. Greimas. Insieme a lui Geninasca ha sviluppato la più nota teoria semiotica dei testi e di estetica letteraria.
Il suo libro più sistematico è La parola letteraria (pubblicato in italiano da Bompiani), una raccolta di 14 saggi . Contributi accademici importanti sono stati dedicati anche all'analisi dell'immagine e di materiale ibrido.

## Opere
Geninasca, La parola letteraria, Bompiani.